# هانز سيلي
هانز سيلي (بالمجرية: Selye János)‏ (/ˈsɛljeɪ/ باللغة الهنغارية يانوس سيلي) (26 يناير 1907، فيينا -  16 أكتوبر 1982، مونتريال) هو طبيب في كيبيك، ومؤسس ومدير معهد الطب التجريبي والجراحة بجامعة مونتريال ورائد في دراسات الضغط النفسي.

## سيرة

### الطفولة والأسرة
ولدت سيلي في فيينا، النمسا-المجر في 26 يناير 1907 ونشأ في كوماروم، المجر. كان والد سيلي طبيبًا من أصل إثني هنغاري وكانت والدته نمساوية. نظرًا لكون أسرة سيلي ذات وضع مادي جيد، فقد حصل هانز سيلي على تعليم جيد، وتمكّن في سن الرابعة، من التحدث بأربع لغات. غادرت العائلة فيينا في وقت لاحق وانتقلت إلى كوماروم، حيث أنهى يانوس دراسته الثانوية في كلية الآباء البينديكتين في كومارنو.

### التدريب
في عام 1924، أصبح طالبًا في كلية الطب في براج الناطقة بالألمانية (جامعة تشارلز في براج) ، ثم قام بالتدريب في باريس وروما، حيث زاول تعليمه باللغة الفرنسية وتعلم اللغة الإيطالية. في عام 1929، حصل على الدكتوراه في الطب  واختار البحث بدلاً من الممارسة الطبية، مما أثار خيبة أمل والده الذي كان يأمل في أن يتولى زمام الأمور من عيادة الأسرة. عمل لأول مرة في معهد علم الأمراض في براج، ثم في معهد علم الأمراض التجريبي، حيث اكتسب، كمتعاون، الممارسة في مجال المنهجية التجريبية. في عام 1931، حصل على الدكتوراه في الكيمياء العضوية. بفضل منحة جائزة روكفلر، ذهب إلى الولايات المتحدة إلى جامعة جونز هوبكنز (1931) ثم إلى كندا، إلى جامعة ماكجيل (1931-1934) لمواصلة دراساته.

### الوظيفي
بين عامي 1934 و 1941، كان أستاذًا مساعدًا في الكيمياء الحيوية في جامعة ماكجيل. في عام 1945، قبل منصبًا في كلية الطب بجامعة مونتريال، حيث أسس معهد الطب التجريبي والجراحة (IMCE) في جامعة مونتريال. وظل مرتبطًا بهذا المنصب حتى عام 1977، عندما تقاعد. خلال هذا الوقت، كان أيضًا مستشارًا عامًا في الجراحة للجيش الأمريكي.
باعتباره عالِم غدد صماء ومبتكر لنظرية الإجهاد ، وهي كلمة قدمها هو نفسه في الطب، حقق هانز سيلي سمعة سيئة. في عام 1956، نشر كتاب «إجهاد الحياة»، وهو كتاب أثّر به الأبحاث في علم الغدد الصماء بمفهوم تشخيصي جديد: المتلازمة العامة للتكيف، أي «كل التعديلات التي تسمح كائن حي يتحمل العواقب الفيزيولوجية المرضية لصدمة طبيعية أو تشغيلية». ولذا يدخل الإجهاد في مرجع لأمراض العالم الحديث وباللغة الفرنسية.

### الوفاة
توفي سيلي في 16 أكتوبر 1982 في مونتريال، كيبيك، كندا. بعد معاناة من سرطان الشبكية (سرطان يتطور بسرعة)، واصل العمل وتطوير نظريته حول الإجهاد، لكنه توفي في عام 1982، في سن 75. تاركاً ما لا يقل عن 1700 مقالة و39 كتاب عن الإجهاد. وكان كتابه «إجهاد الحياة» وكتابه «الإجهاد بلا ضائقة» من أكثر الكتب مبيعًا على مستوى العالم. سميت جامعة سيلي يانوس، الجامعة الهنغارية الوحيدة في سلوفاكيا، باسمه. تم ترشيحه لجائزة نوبل في علم وظائف الأعضاء أو الطب لأول مرة عام 1949. على الرغم من أنه حصل على ما مجموعه 17 ترشيحات في حياته المهنية، إلا أنه لم يفز بالجائزة.

## الجوائز والتمييز
على الرغم من أنه لم يفز بها أبدًا، فقد تم ترشيحه 17 مرة لجائزة نوبل.
فيما يلي قائمة غير شاملة بجوائزها وتميزاتها:
- منحة مؤسسة روكفيلر في عام 1931 [16]
- في عام 1968، حصل على لقب رفيق وسام كندا.[25]
- جائزة AMLFC للعمل العلمي في عام 1974 [16]
- جائزة أكفاس أورجيل-آرشامبو في عام 1975 [16]
- دخل إلى قاعة مشاهير الطب الكنديين في عام 2006 [16]
- عضو الجمعية الملكية الكندية [26]

## روابط خارجية
- هانز سيلي على موقع الموسوعة البريطانية (الإنجليزية)
- هانز سيلي على موقع مونزينجر (الألمانية)